# Mabel Tuke
Pour les articles homonymes, voir Tuke.
Mabel Kate Tuke née Mabel Kate Lear (19 mai 1871 – 22 novembre 1962), est une suffragette britannique connue pour son rôle de secrétaire honorifique de la Women's Social and Political Union (WSPU).

## Biographie
Tuke naît en 1871 à Plumstead, dans le Kent, troisième enfant d'une fratrie de six, fille de Richard Lear, alors employé dans le département de ingénieurs royaux de l'arsenal de Woolwich, et de son épouse, Emma Margaret. La famille vit ensuite durant quelques années à Lichfield, dans le Staffordshire, puis se réinstalle à Plumstead, en 1891.
Elle épouse en 1895, John Quarton Braidwood, un ingénieur, et le couple s'installe en Afrique du Sud. Le mariage finit probablement du fait de la mort de son premier mari, et elle se remarie en 1901 avec George Moxley Tuke, officier de police en Afrique du Sud, où vit le couple, jusqu'à la mort prématurée de son second époux, en 1905. Mabel Tukelle retourne alors en Angleterre la même année. Elle fait la connaissance durant le voyage sur le bateau de Frederick et Emmeline Pethick-Lawrence et se lie avec Emmeline Pethick-Lawrence, qui lui raconte son action à Somers Town et lui fait connaître la Women's Social and Political Union (WSPU) créée en 1903 par Emmeline Pankhurst à Manchester. Le siège de cette organisation est déplacé à Londres en 1906, et Mabel Tuke en devient la secrétaire honorifique.

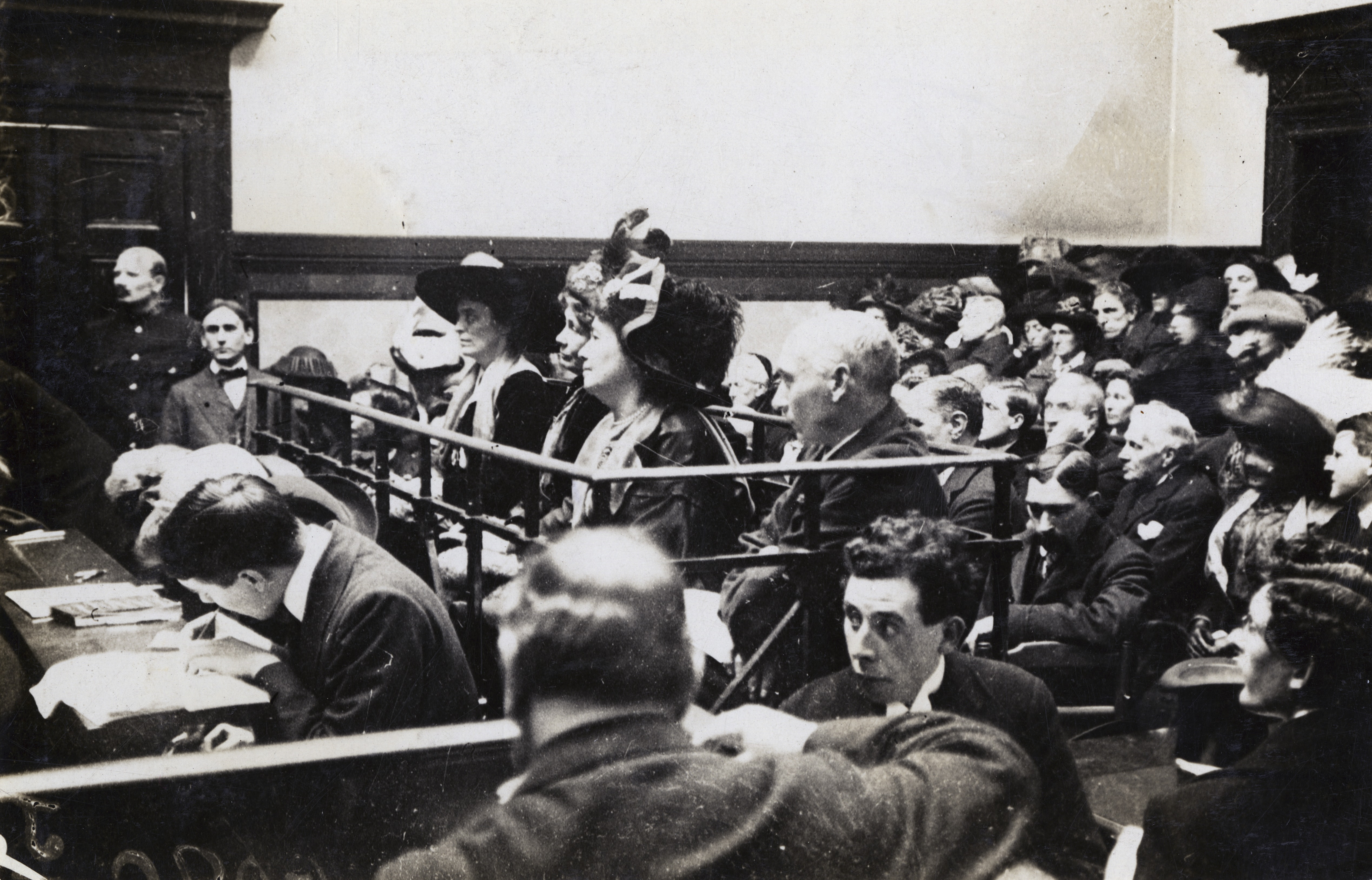
Frederick et Emmeline Pethick-Lawrence, Emmeline Pankhurst et Tuke à Bow street court en 1912.

Emmeline Pankhurst a résisté aux efforts visant à éliminer son autorité absolue. En 1907, un groupe de membres dirigé par Teresa Billington-Greig a demandé plus de démocratie lors des réunions annuelles de la WSPU. Pankhurst a admis être autocratique. Elle annonce à une réunion du WSPU que la constitution est nulle et annule les réunions annuelles. Elle déclare qu'un petit comité élu par les membres présents en 1907 est autorisé à coordonner les activités de la WSPU. Emmeline et Christabel Pankhurst sont élues avec Tuke et Emmeline Pethick-Lawrence. Plusieurs membres de la WSPU, dont Billington-Greig et Charlotte Despard, sont tellement bouleversés qu'elles font sécession et forment la Women's Freedom League.
Tuke est avec les Pankhurst et les Pethick Lawrence en tête de la Procession du couronnement des femmes (en) du 17 juin 1911, suivant Marjery Bryce (en) habillée en Jeanne d'Arc, montrant la gamme des groupes de suffrage féminin et des femmes historiques remarquables à travers Londres,. Après une campagne de lancers de pierres, une ordonnance a été faite pour l'arrestation d'Emmeline et Christabel Pankhurst, les Pethick-Lawrence et Mabel Tuke. Emmeline Pankhurst et Tuke étaient déjà arrêtés car elles et Kitty Marshall (en) avaient jeté une pierre à travers une fenêtre de 10 Downing Street. Christabel Pankhurst réussit à fuir en France, mais les Pethick Lawrence sont arrêtées au siège de la WSPU. Le 28 mars 1912, Mabel Tuke, Christabel et Emmeline Pankhurst, et les Pethick Lawrence sont inculpés pour « conspiration » à Old Bailey. Mabel Tuke est  quant à elle est écartée du procès le 4 avril 1912.
Le conflit suivant dans la WSPU entraîne la décision de Pankhurst d'augmenter la militance. Les Pethick-Lawrence divergent des Pankhursts qui décident de les expulser de la WSPU. Emmeline Pethick Lawrence avait été la personne qui avait introduit Tuke à la WSPU. Tuke a pris son congé et est allée effectuer un voyage de convalescence en Afrique du Sud. En 1925, Emmeline et Christabel Pankhurst, et Mabel Tuke ouvrent un salon de thé, The English Teashop of Good Hope (le salon de thé de Bonne Espérance), sur la Côte d'Azur, à Juan-les-Pins. Mabel Tuke fournit l'essentiel du capital, et fait les pâtisseries, mais le salon de thé ferme peu de temps après.
Tuke meurt à Neville's Cross, près de Durham en 1962.